# منتخب السرعات
منتخب السرعات أو مرشح السرعة أو منتقي السرعات جهاز الغرض منه الحصول على جسيمات مشحونة لها نفس السرعة ويقوم عمل الجهاز على فكرة أنه عند انطلاق الجسيمات المشحونة من مصدرها فإنها تتعرض لمجالين متعامدين كهربائي ومغناطيسي فتتعرض لقوتين متعاكستين إحادهما من المجال الكهربائي والأخرى من المجال المغناطيسي فإذا تساوت القوتان سار الجسيم دون أن أي انحراف وينفذ عبر الفتحة المخصصة لذلك أما إذا اختلفت القوتان انحرف عن مساره وجانب فتحة الخروج
مبدأ عمله : حركة جسيم مشحون عمودياً على مجالين متعامدين كهربائي و مغناطيسي بحيت تكون القوتان الكهربائية و المغناطيسية متساويتين ومتعاكستين (قوة لورنتز = صفر ) فيستمر الجسيم في الحركة بخط مستقيم دون انحراف و بسرعة E/B